# Плаза (готель)
Готель «Пла́за» (англ. The Plaza Hotel) — п'ятизірковий 20-поверховий розкішний готель у Нью-Йорку, заввишки 76 метрів і довжиною 120 метрів; розташований у західній частині Гранд Армі плаза, від чого і отримав свою назву; один з найстаріших в місті і найбільш впізнаваних у світі. Гранд Армі плаза розташована на перетині п'ятої авеню та 59-ю вулицями в серединній частині Мангеттена. Фасад будинку виходить на південно-східний кут Центрального парку.

## Історія

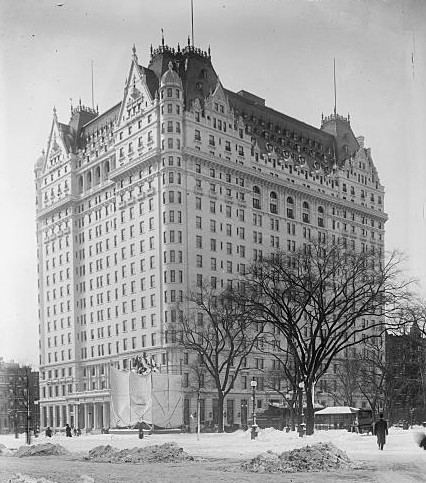
«Плаза» на момент відкриття

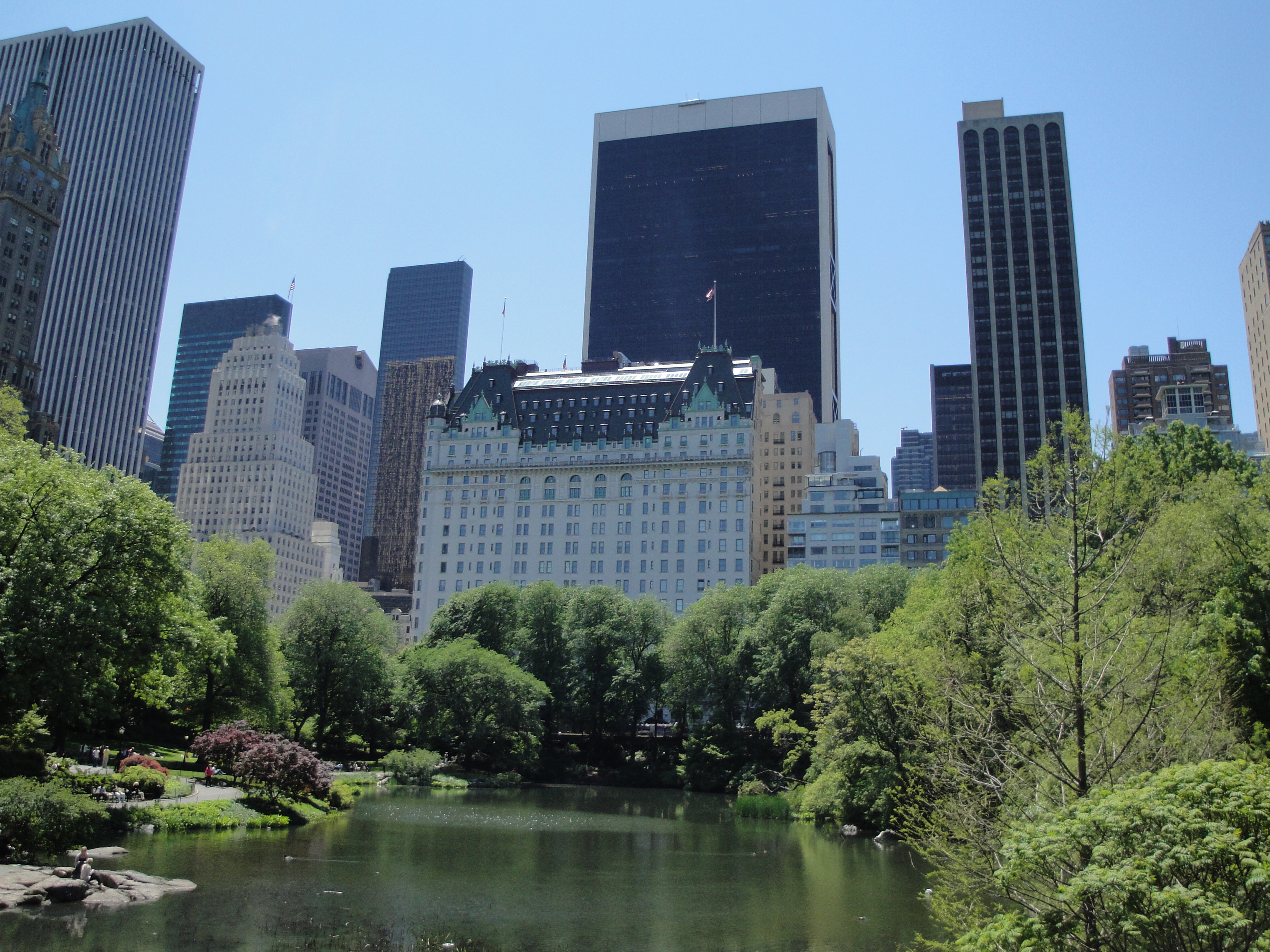
Ставок Центрального парку Нью-Йорка і готель

Будівництво готелю почалося у 1905 році та обійшлося в $12,5 мільйонів доларів. «Плаза» був відкритий 1 жовтня 1907 році. Тоді номер в готелі коштував $2,5 за ніч (близько $58,2 в сьогоднішніх цінах), а сьогодні та ж кімната — 700 $ і вище.
У 1943 році готель був куплений Конрадом Хілтоном за 7,4 мільйона доларів; після покупки він витратив ще 6 000 000 $ на реконструкцію. Потім готель не раз перепродували. Одна з великих покупок припала на бізнесмена Дональда Трампа. Він придбав «Плазу» в 1988 році за $407,5 млн доларів.
У вересні 1985 року в готелі була укладена угода між міністрами фінансів США, Японії, Західної Німеччини, Франції та Великої Британії про зниження курсу долара проти валют даних держав.
На останню реконструкцію «Плаза» закрився 30 квітня 2005 року. Через три роки двері готелю знов відкрилися. У ньому налічувалося 282 готельних номери і 152 приватних квартири. Перша з таких квартир була продана за 10 млн доларів ізраїльському підприємцю Льву Леваєву, а остання — за рекордні 50 000 000 $. Але останнім часом все ще можна придбати у власність апартаменти в готелі від 50 кв. м вартістю від 1 500 000 $.

## Пам'ятка архітектури
Комісія збереження Нью-Йорку у 1978 році надала готелю особливий статус, який поряд із «Waldorf-Astoria Hotel» прирівнює його до національних історичних пам'яток. Так готель став об'єктом відвідування туристами. В січні 2009 року готель «Плаза» був закритий для відвідування громадськості.

## Plaza в кіно
Дебют готелю у великому кіно відбувся в 1959 році в фільмі «На північ через північний захід» Альфреда Гічкока, що зробило «Плазу» більш популярною. Готель фігурує у десятках кінокартин різних часів, найвідоміші з них: «Мільйони Брюстера» (1985), «Крокодил Данді» (1986), «Сам удома 2: Загублений у Нью-Йорку» (1992), «Запах жінки» (1992), «Несплячі в Сієтлі» (1993), «Людина-павук» (2002), «Великий Гетсбі» (2013), «Секретне досьє» (2017).

## Цікаві факти
- В лютому 1964 року в «Плазі» зупинялася група «Бітлз» під час свого першого відвідування Нью-Йорка.